# 安德斯·攝爾修斯

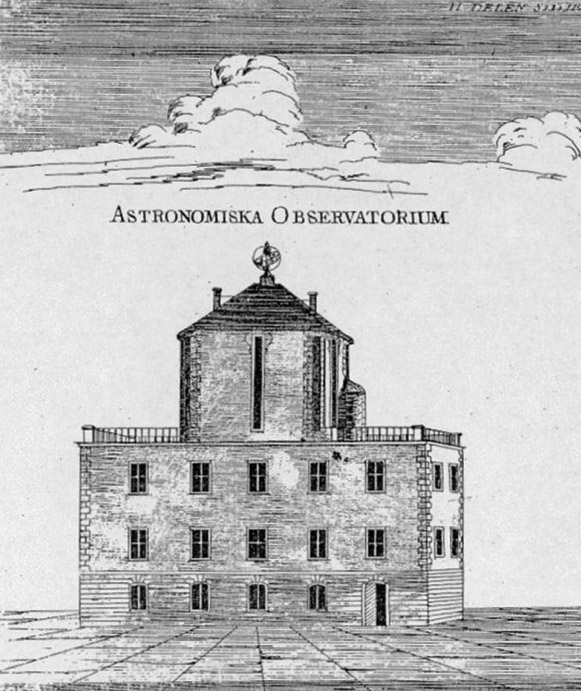
安德斯·攝爾修斯的天文觀測站，出自同時期的版畫。

安德斯·攝爾修斯（瑞典語發音：[ˌanːdəʂ ˈsɛlːsiɵs]，1701年11月27日—1744年4月25日）是瑞典天文學家。

## 生平
攝爾修斯生於瑞典烏普薩拉。他於1730年至1744年任瑞典烏普薩拉大學天文學教授，1732年至1735年期間曾走訪德國、意大利及法國各地顯著的天文觀測站。他在1733年於紐倫堡發表了他自己及其他人於1716年至1732年間一系列為數316宗的極光觀測。在巴黎他主張測量拉普蘭子午線一弧的長度，並於1736年參與了法國科學院以此為目的籌備的考察。
攝爾修斯於1741年創辦了烏普薩拉天文觀測站，並於1742年在一篇給瑞典皇家科學院的論文中提出了攝氏溫標。原本他的溫度計是以水的沸點為0度，而冰點則為100度。後來，這個溫標於1745年由卡爾·林耐將其顛倒，並一直沿用至今。
安德斯·攝爾修斯是科學領域中使用及發表仔細的實驗以求定義出國際溫標的第一人。在他以瑞典語發表的論文《溫度計上兩個持續度數的觀測》中，他報告了檢查水的冰點是否跟緯度（或大氣壓力）無關的實驗。他確定了水的沸點跟大氣壓力的關係（跟現代數據非常吻合）。他還給出一條若氣壓跟某標準氣壓不同時量度沸點用的定律。
1744年他病逝於烏普薩拉，死因是肺結核，並葬於舊烏普薩拉教堂。
月球上的攝爾修斯環形山就是以他命名的。

## 外部連結
- 出自烏普薩拉天文觀測站的傳記 （页面存档备份，存于）
- 攝氏溫標的歷史 （页面存档备份，存于）